# Kirk o' Field
Kirk o 'Field, situé à Édimbourg, en Écosse, est surtout connu comme le lieu du meurtre, le 10 février 1567, de Lord Darnley, deuxième époux de Marie Stuart, reine d'Écosse, et père du roi Jacques VI. Le site était occupé par la collégiale St Mary in the Fields, ou le Kirk o 'Field. Il était à environ dix minutes à pied du palais de Holyrood, adjacent au mur de la ville, près du Cowgate. Le site est proche de l'emplacement du National Museum of Scotland. 

## Le meurtre de Darnley
À son retour à Édimbourg avec la reine Marie Stuart au début de 1567, Darnley s'installe dans le logement du Vieux-Provost, une maison à deux étages dans le quadrangle de l'église. La maison appartenait à Robert Balfour, dont le frère Sir James Balfour était un éminent conseiller de la reine Marie. À côté se trouvait le logement de James Hamilton, duc de Châtellerault. Au début, la domesticité de Darnley pensait qu'il serait logé au Hamilton Lodging. 

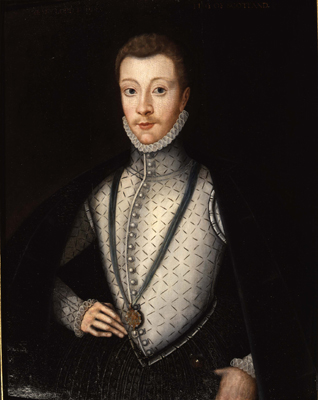
Portrait posthume de Darnley, attribué à Adrian Vanson.

Tôt le matin du 10 février 1567, la maison est détruite par une explosion de poudre à canon alors que la reine Marie était à Holyrood pour assister au mariage de Bastian Pagez. Les corps partiellement habillés de Darnley et de son serviteur ont été retrouvés dans un verger voisin, apparemment étouffés ou étranglés mais les corps étaient intacts de toute trace d'explosion. Un autre serviteur a été tué dans la maison par l'explosion.        
Le lendemain, trois témoins ont fait des déclarations sous serment. Barbara Mertine a dit qu'elle regardait par la fenêtre de sa maison à Friar's Wynd, et a entendu treize hommes passer par la porte Friar dans Cowgate et monter Friar's Wynd. Puis elle a entendu l'explosion, le "craik rais", [pas clair] et onze autres hommes sont passés. Elle leur a crié qu'ils étaient des traîtres. May Crokat vivait en face de Mertine, sous le logement du maître de Maxwell. Crokat était au lit avec ses jumeaux et a entendu l'explosion. Elle a couru jusqu'à la porte dans sa chemise (sark) et a vu les onze hommes. Crokat a posé des questions à un des hommes sur l'explosion, sans réponse. John Petcarne, un chirurgien qui vivait dans la même rue, n'a rien entendu. 
Plus tard, James Melville de Halhill a écrit dans ses Mémoires qu'un page disait que Darnley avait été sorti de la maison avant l'explosion et étouffé à mort dans une étable avec une serviette dans la bouche, puis laissé sous un arbre. Melville est allé à Holyroodhouse le lendemain et a parlé au comte de Bothwell, qui lui a dit que le tonnerre était sorti du ciel, et a brûlé la maison et il n'y avait "ni blessure ni marque" sur le corps. Melville a déclaré que le serviteur du roi Alexander Durham (de Duntarvie) gardait le corps et l'avait empêché de le voir. 
Le 12 février, le Conseil privé a publié une proclamation selon laquelle le premier à révéler les noms des conspirateurs et des participants au meurtre serait pardonné, s'ils étaient impliqués, et recevrait une récompense de 2 000 £. 

## Conséquences

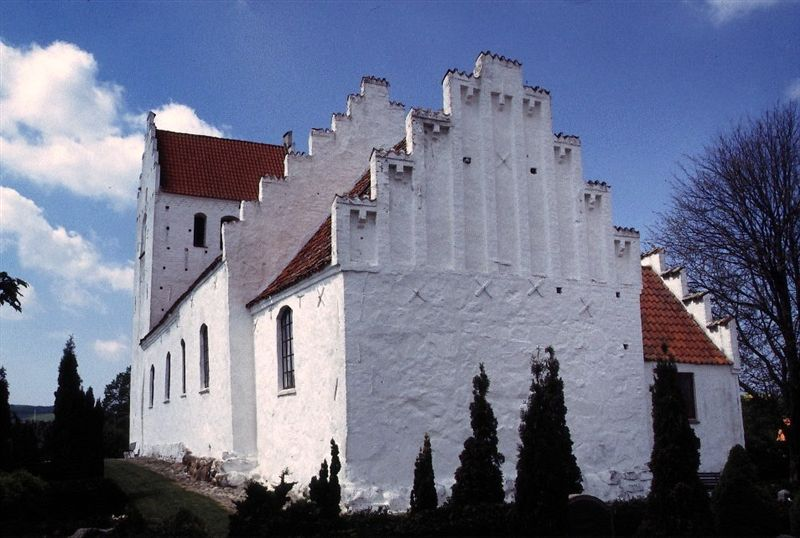
Accusé du meurtre, le comte de Bothwell s'est enfui en Norvège, mais a été emprisonné pour le reste de sa vie à Dragsholm au Danemark et enterré à l'église de Fårevejle, illustrée ci-dessus.

Des soupçons ont été portés sur la reine Marie et James Hepburn, 4e comte de Bothwell, l'un de ses nobles les plus dignes de confiance. Bien que Bothwell soit accusé d'être le principal complot du meurtre de Lord Darnley par Lord Lennox, Bothwell fut par la suite déclaré non coupable au procès par le Conseil privé d'Écosse en avril 1567. Après son acquittement, Bothwell a fait signer à ses partisans un engagement appelé Ainslie Tavern Bond. La reine Marie a épousé Bothwell le mois suivant, trois mois après le meurtre de Darnley. Dans ses lettres, elle a défendu son choix, déclarant qu’elle estimait qu’elle et le pays étaient en danger et que Lord Bothwell avait fait ses preuves à la fois au combat et en tant que défenseur de l’Écosse,. 
Les ennemis de Bothwell, appelés les Lords confédérés, ont pris le contrôle d'Édimbourg et ont capturé la reine à la bataille de Carberry Hill. Les Lords confédérés ont déclaré que leur désapprobation du mariage avec Bothwell était la cause de leur rébellion. Bothwell s'est évadé, mais quatre de ses hommes qui étaient déjà en prison ont été torturés le 26 juin 1567. Le Conseil privé, dirigé par le comte de Morton, a noté que cette application de la torture était un cas spécial et que la méthode ne devait pas être utilisée dans d'autres cas. Marie, en prison au château de Loch Leven, a abdiqué. 
La mort de Darnley reste l'un des grands mystères historiques non résolus, aggravé par la rumeur de découverte et de controverse sur l'authenticité des lettres de Casket qui auraient incriminé la reine dans le complot du meurtre. Le demi-frère de Marie, James Stewart, comte de Moray, qui est devenu régent d'Écosse après l'abdication de Marie, est réputé avoir signé le Craigmillar Bond avec d'autres seigneurs en décembre 1566, s'engageant à disposer de Lord Darnley. 

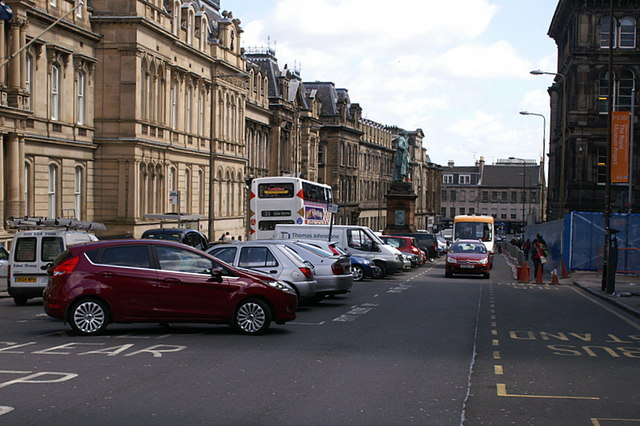
Chambers Street, Édimbourg, a remplacé les bâtiments médiévaux de Kirk o'Field.

## Le site de Kirk o'Field
Les terrains de Kirk o 'Field ont ensuite été accordés à la ville spécifiquement pour la fondation d'une nouvelle université, y compris le logement de Hamilton. L'Université d'Édimbourg a été fondée par le roi Jacques VI en 1582, et le site de Kirk o 'Field a longtemps été considéré comme étant à l'emplacement actuel de l'Old College. Des enquêtes archéologiques récentes à la suite de l'incendie de Cowgate en 2002 ont soulevé des questions sur l'emplacement exact de la maison. 